# St. Emmeram (Geisenfeld)

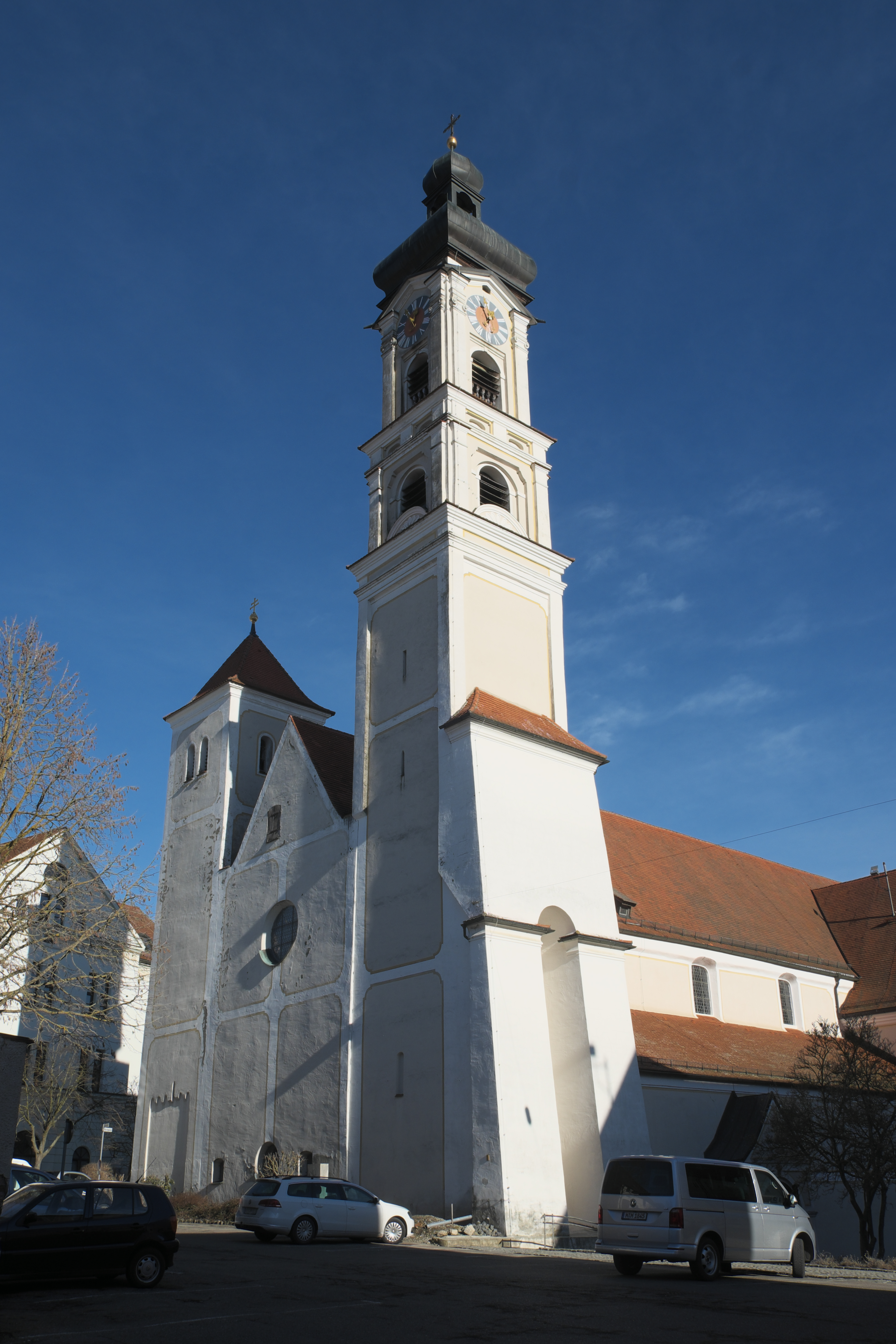
Pfarrkirche St. Emmeram

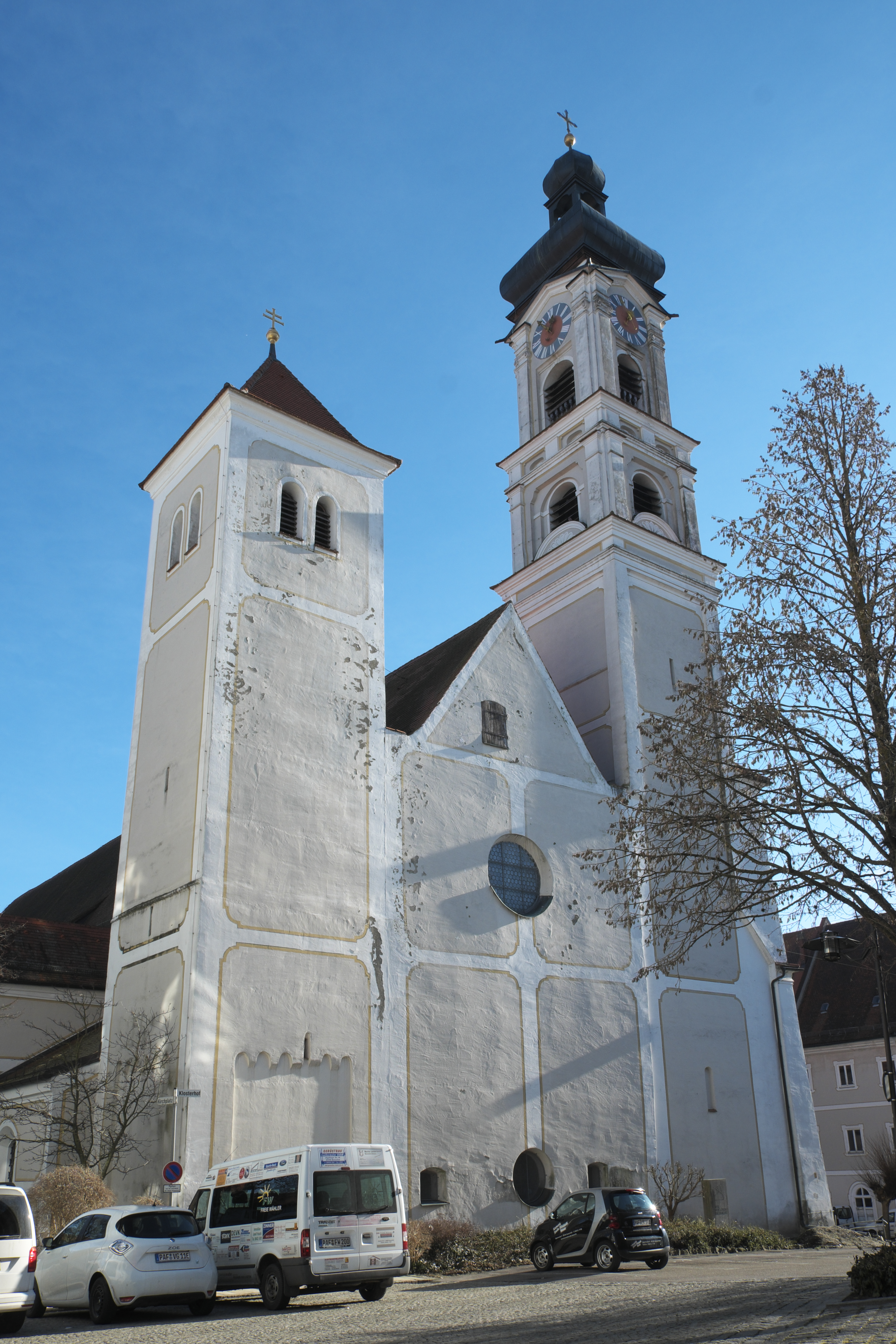
Westfassade

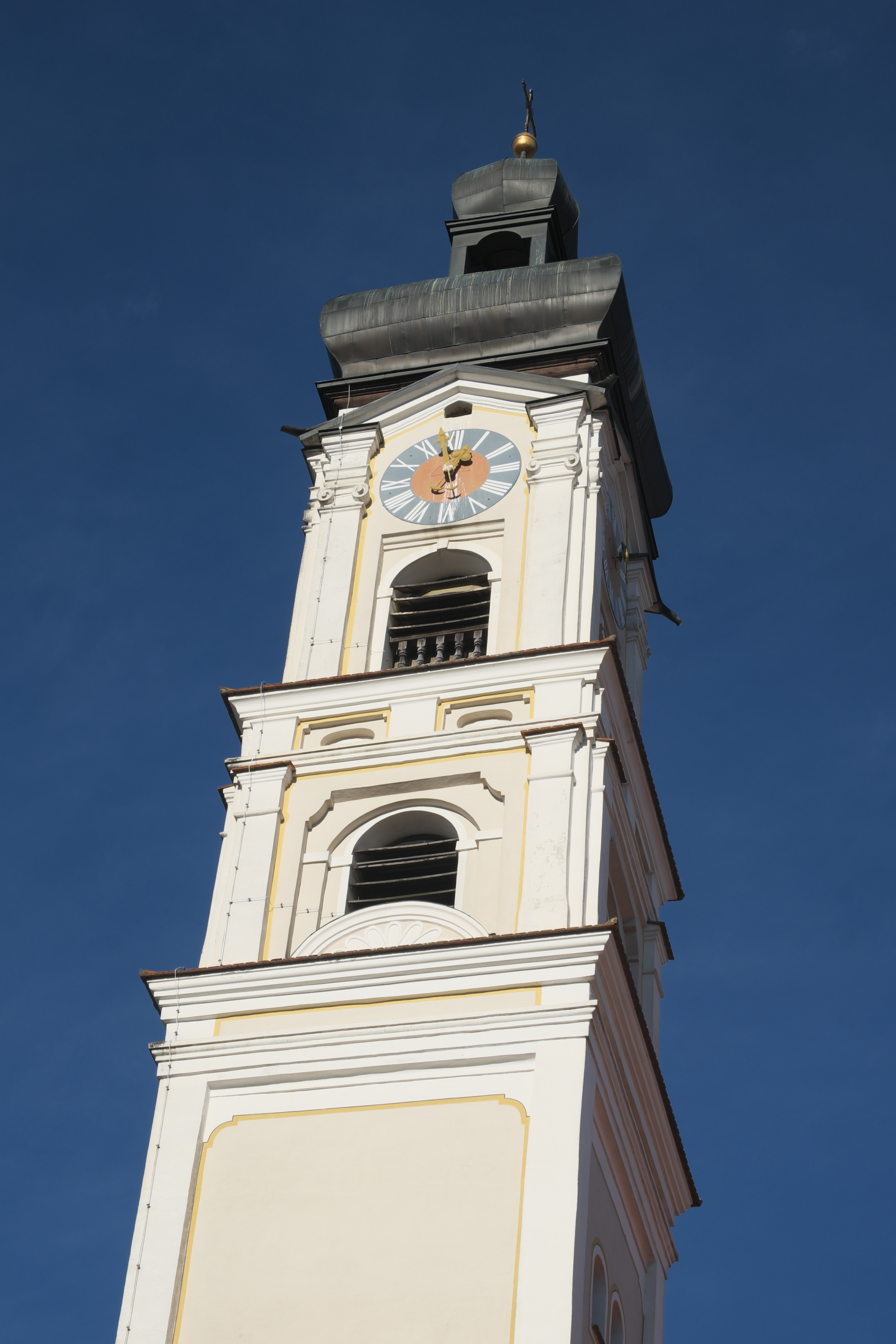
Südturm

Die römisch-katholische Pfarrkirche St. Emmeram und ehemalige Benediktinerinnenabteikirche Mariä Himmelfahrt in Geisenfeld, einer Gemeinde im oberbayerischen Landkreis Pfaffenhofen an der Ilm, ist ein im Kern romanischer Bau aus dem frühen 11. Jahrhundert. Sie war ursprünglich als Klosterkirche der Benediktinerinnenabtei Geisenfeld, eines hochadeligen Damenstiftes, errichtet worden. Im 18. Jahrhundert erhielt die Kirche eine prächtige Ausstattung im Stil des Barock und frühen Rokoko. In den 1970er Jahren wurden gotische Fresken wieder freigelegt. Die dem heiligen Emmeram von Regensburg geweihte Kirche gehört zu den geschützten Baudenkmälern in Bayern.

## Geschichte
Die heutige Pfarrkirche wurde im Jahr 1030 mit der Gründung des Benediktinerinnenklosters in Geisenfeld durch den Grafen von Ebersberg Eberhard II. und seine Gemahlin Adelheidis erbaut. Kloster und Kirche waren Mariä Himmelfahrt und dem heiligen Zeno geweiht. Im Jahr 1384 wurde ein neuer Chor im Stil der Gotik errichtet. Weitere Umbauten erfolgten im Jahr 1602, als man die Netzrippen im Chor durch Perlstabprofile ersetzte. Nachdem man bereits im Jahr 1701 begonnen hatte, die Klostergebäude zu erneuern, ließ die Äbtissin Maria Cäcilia Weiß ab 1728 die Kirche im Stil des Barock umgestalten. Im Zuge dieser Baumaßnahme wurden die Obergadenfenster und die Fenster der Seitenschiffe vergrößert, der Südturm wurde erhöht und mit einer Uhr und einer geschwungenen Haube mit Laterne versehen. Am 15. April 1730 erfolgte die Einweihung der Kirche durch den Regensburger Bischof Johann Theodor von Bayern. Nach der Säkularisation des Klosters im Jahr 1803 diente die Kirche als Pfarrkirche und übernahm deren Patrozinium. Die alte, wenige Meter entfernt stehende Pfarrkirche St. Emmeram war baufällig geworden und wurde 1873 abgebrochen. Bei der Restaurierung im Jahr 1876 wurde die barocke Ausstattung der Kirche teilweise wieder entfernt und durch eine neugotische ersetzt. 1906/08 wurde der neubarocke Hochaltar mit dem Gemälde der Himmelfahrt Mariens des Veroneser Malers Marcantonio Bassetti im Chor eingebaut. Für die Renovierung im Jahr 1971 legte man die Barockfassung des 18. Jahrhunderts zugrunde. Im Rahmen dieser Arbeiten wurden die spätgotischen Fresken am Chorgewölbe wieder freigelegt. Bei der Außenrenovierung im Jahr 1980 wurde die äußere Farbgebung von 1730 wiederhergestellt.

## Architektur

### Außenbau
Die Kirche ist eine aus der Romanik stammende dreischiffige Pfeilerbasilika mit einer Doppelturmfassade im Westen und einem gotischen Chor mit Fünfachtelschluss im Osten. Zu den ältesten Teilen der Kirche zählen der niedrigere, mit einem Pyramidendach gedeckte Nordturm, der sogenannte Stifterturm, in dessen Erdgeschoss von Bogenfriesen gerahmte Blendfelder eingeschnitten sind, und die unteren Geschosse des Südturms, dessen zwei im 18. Jahrhundert aufgestockte Geschosse eine reiche Gliederung durch profilierte Gesimse und Pilaster aufweisen.

### Innenraum

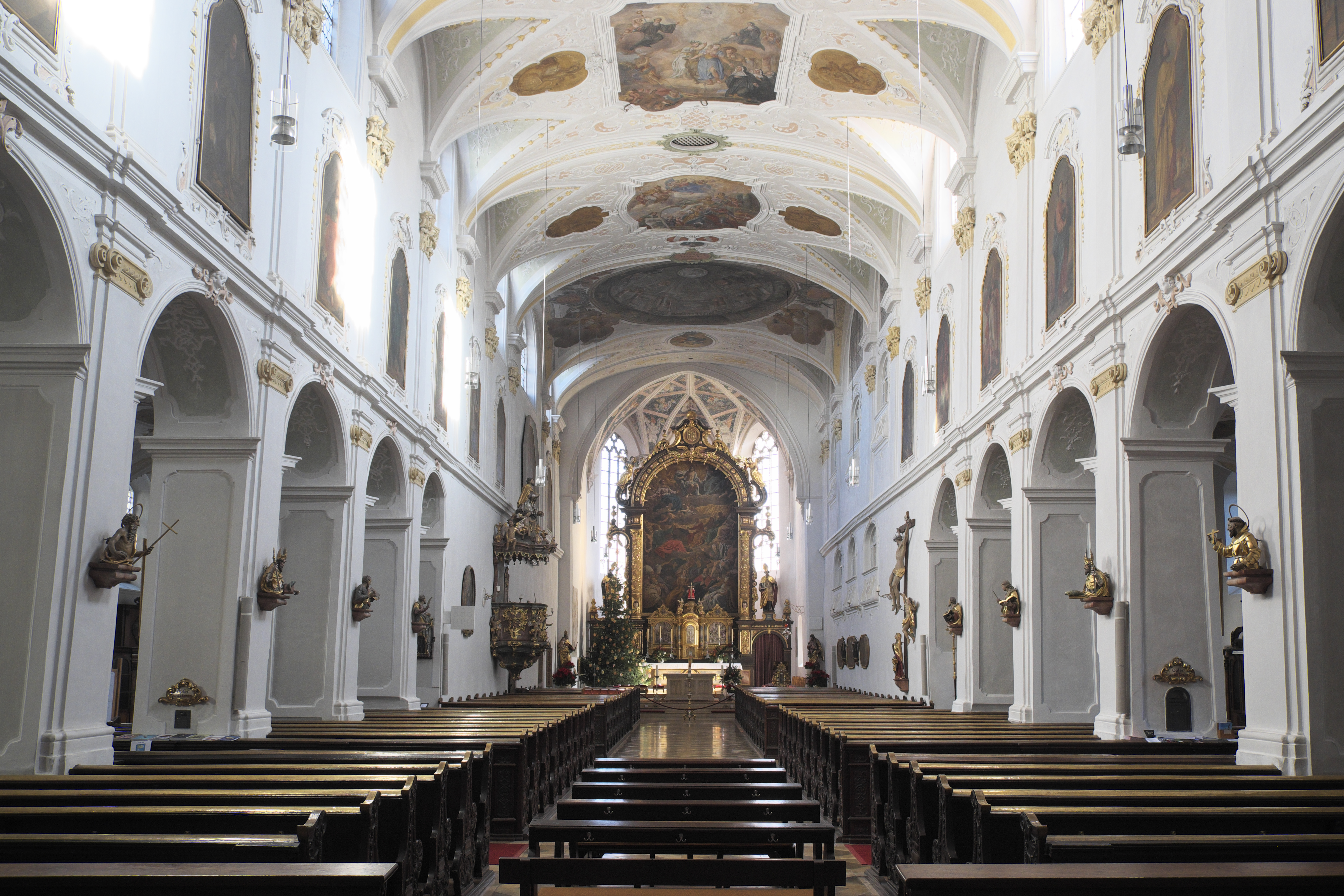
Innenraum

Den Innenraum gliedern hohe, auf Pfeilern aufliegende Rundbogenarkaden, über denen ein leicht verkröpftes Gesims verläuft und die das zweigeschossige Mittelschiff zu den beiden Seitenschiffen öffnen. Die Pfeiler sind mit flachen Pilastern verziert, die sich an der Hochwand bis zum Gewölbeansatz fortsetzen. Die Pilaster folgen der hierarchischen Ordnung, sie tragen unten ionische und oben korinthische Kapitelle. Das Mittelschiff wird von einer flachen Stichkappentonne gedeckt, die Seitenschiffe sind kreuzgratgewölbt. Der um drei Stufen erhöht gelegene Chor, zu dem ein leicht zugespitzter Chorbogen führt, wird von großen dreibahnigen Maßwerkfenstern beleuchtet und ist mit einem Netzrippengewölbe gedeckt. An der Nordseite des Chors schließen sich die in der Barockzeit mit einer reich verzierten Stuckdecke und Schränken ausgestattete Sakristei und die romanische Kreuzkapelle an, der ehemalige Karner des Klosters. An der Südseite befinden sich die zweigeschossigen Oratorien.

## Deckenmalereien

### Gotische Fresken

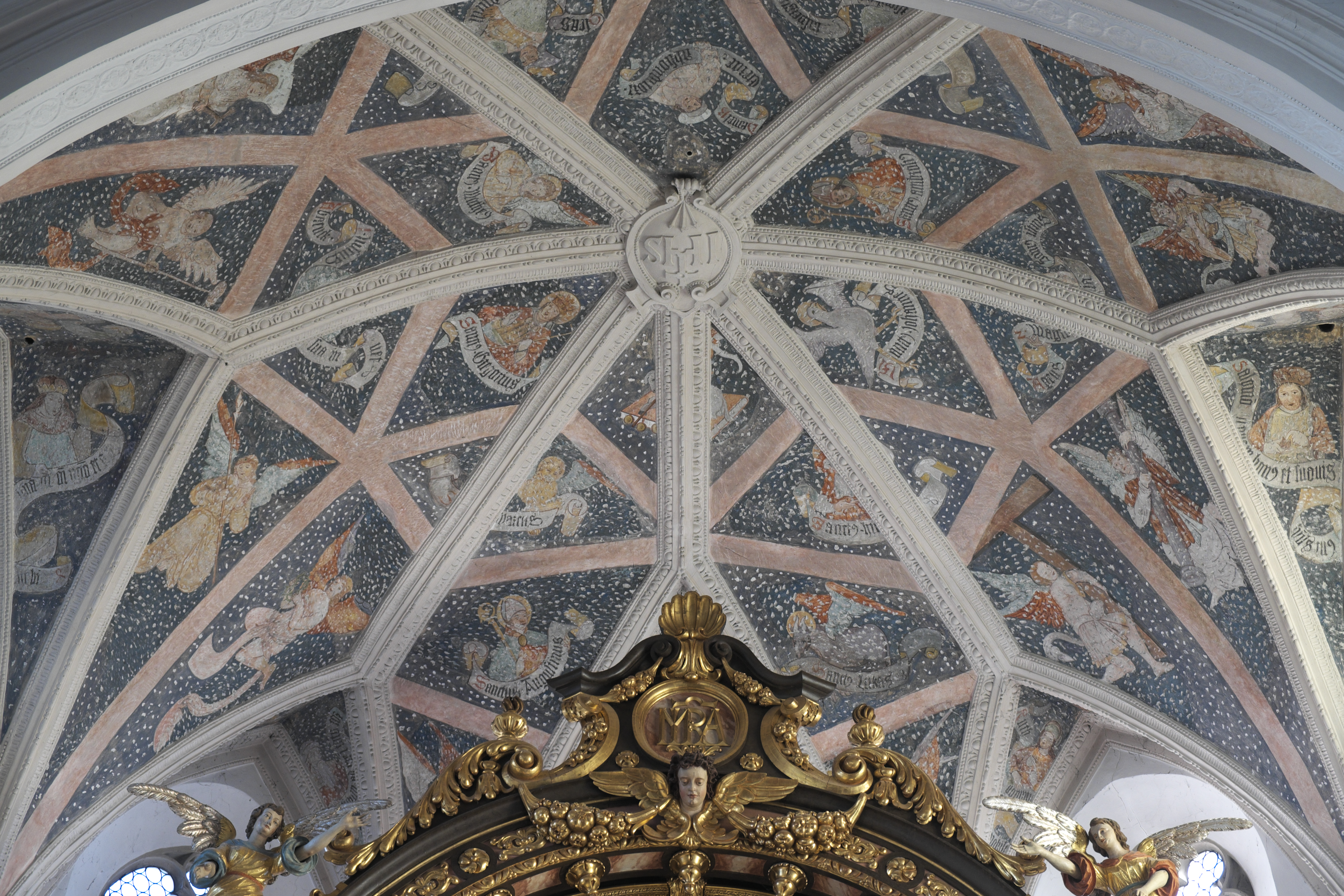
Gotische Deckenfresken im Chor

Die bei der Renovierung im Jahr 1971 wieder freigelegten spätgotischen Fresken am Chorgewölbe wurden 1516 ausgeführt. Auf ihnen sind die Kirchenväter, die Evangelistensymbole und Engel mit den Leidenswerkzeugen dargestellt. Manche der Figuren halten Schriftbänder in Händen. Das apokalyptische Lamm, das auf dem Buch mit den sieben Siegeln liegt, wird durch eine 1602 eingebaute Stuckrippe zum Teil verdeckt. Zwei weitere Fresken wurden an den Chorwänden freigelegt. Auf einer Szene, vielleicht eine Darstellung der Frauen, die nach der Auferstehung Jesu das leere Grab vorfinden, erkennt man links unten eine kniende Nonne, auf der anderen Szene sieht man zwei Personen unter Arkaden. Ein weiteres Fresko im südlichen Seitenschiff stellt die Enthauptung eines Märtyrers, vermutlich des heiligen Dionysius von Paris dar, der neben dem heiligen Wolfgang und dem heiligen Emmeram als einer der Hauptheiligen in der Regensburger Klosterkirche St. Emmeram verehrt wird.

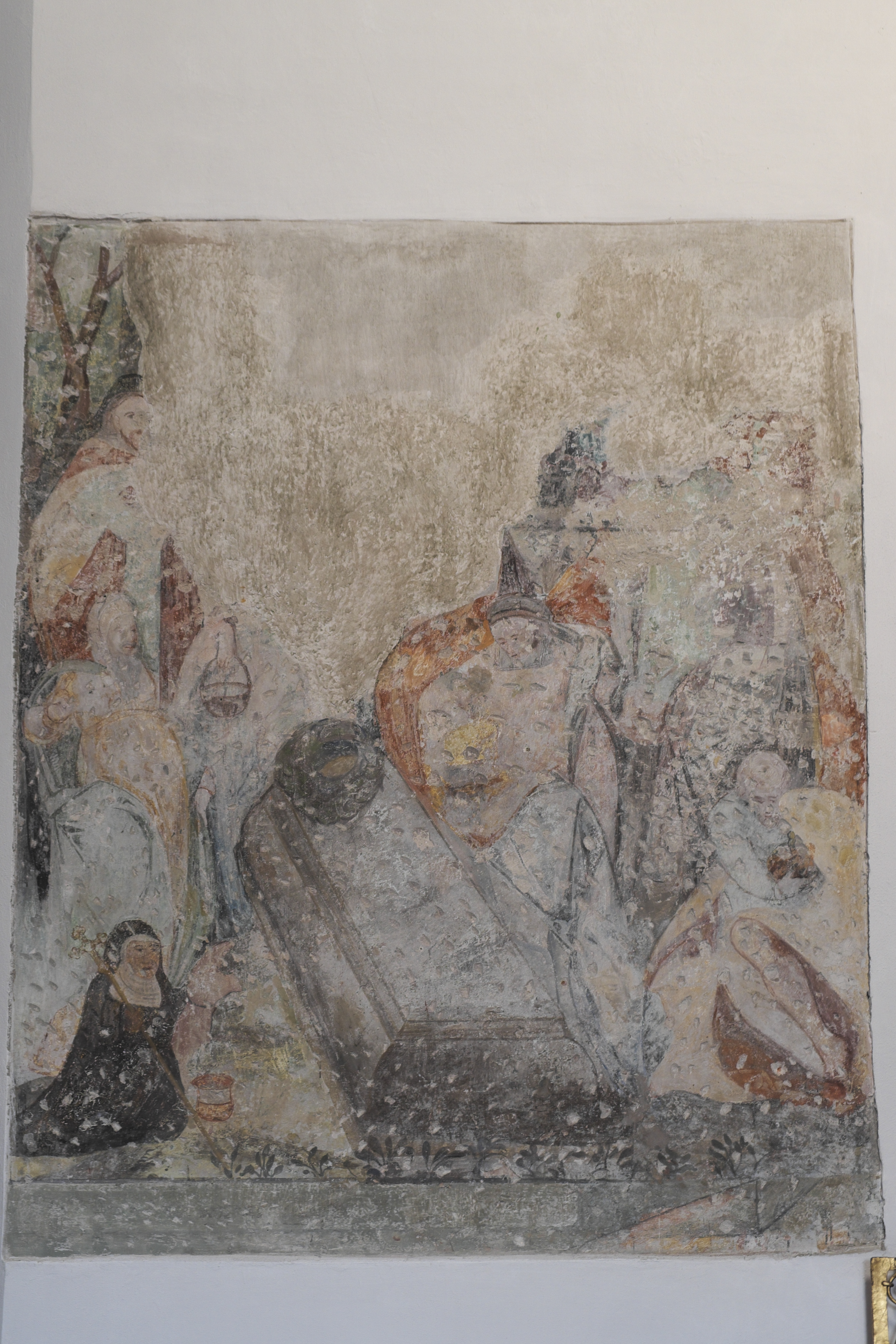
Heilige Frauen am Grab
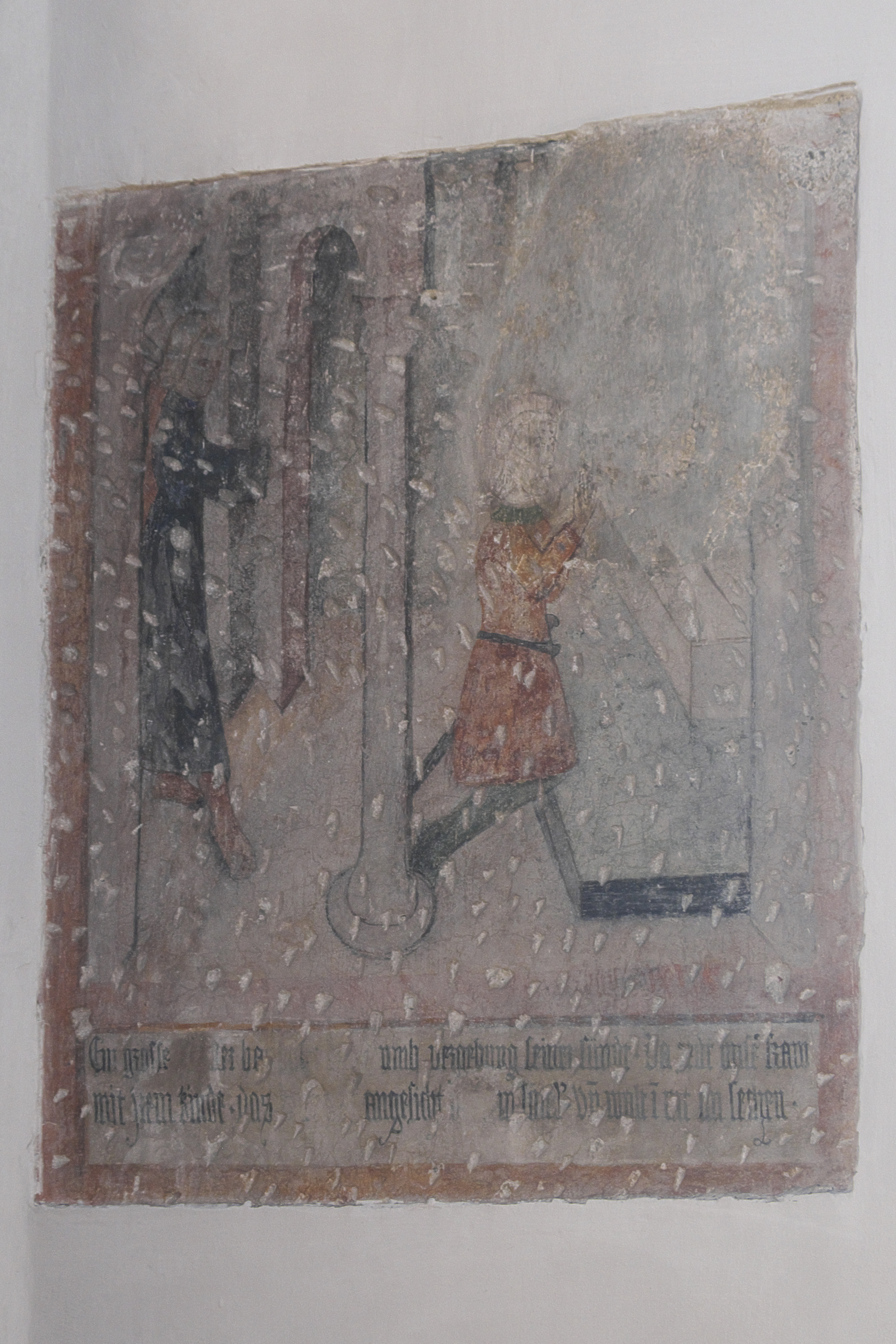
Personen unter Arkaden
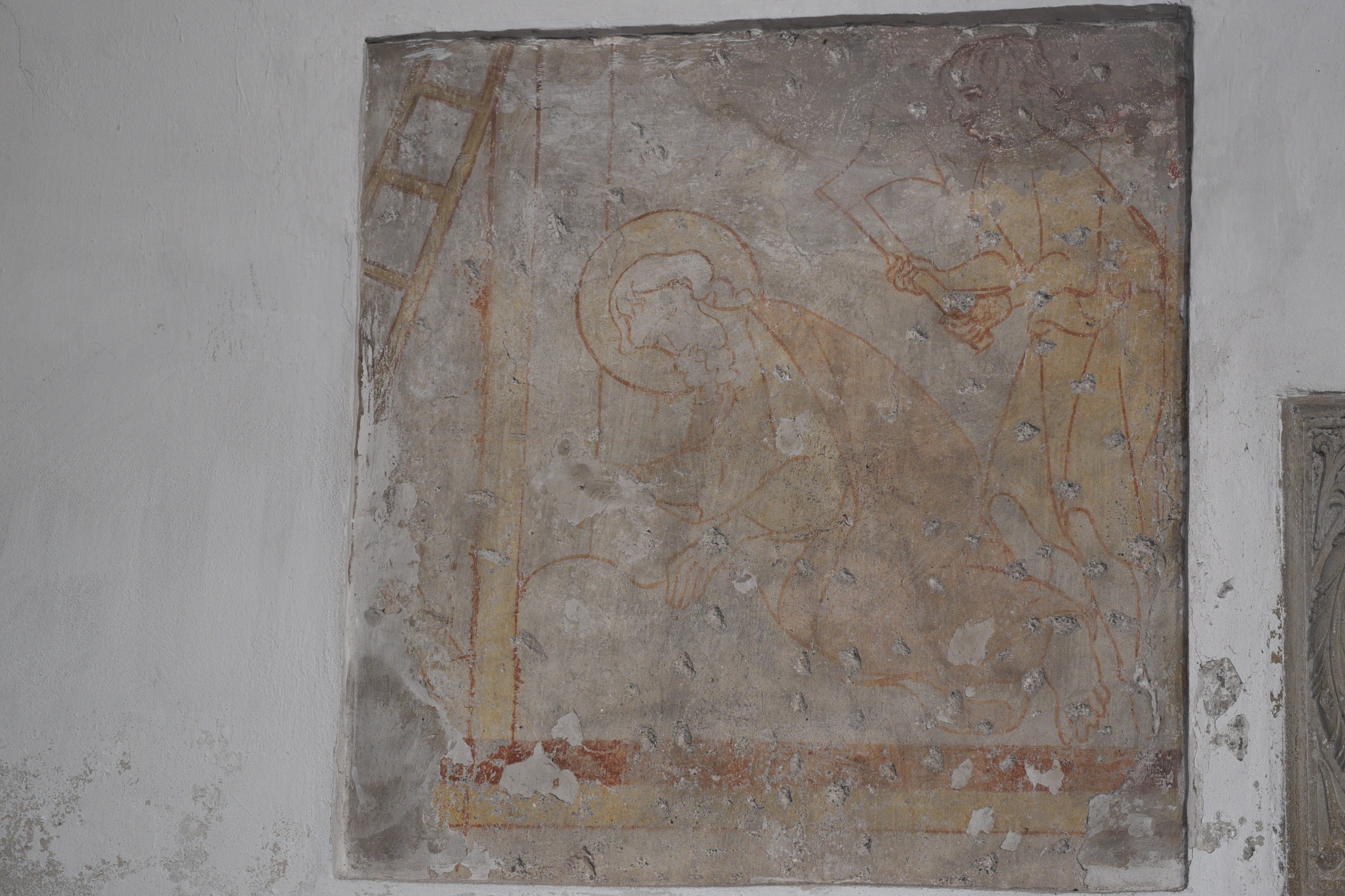
Enthauptung des heiligen Dionysius von Paris

### Barocke Fresken

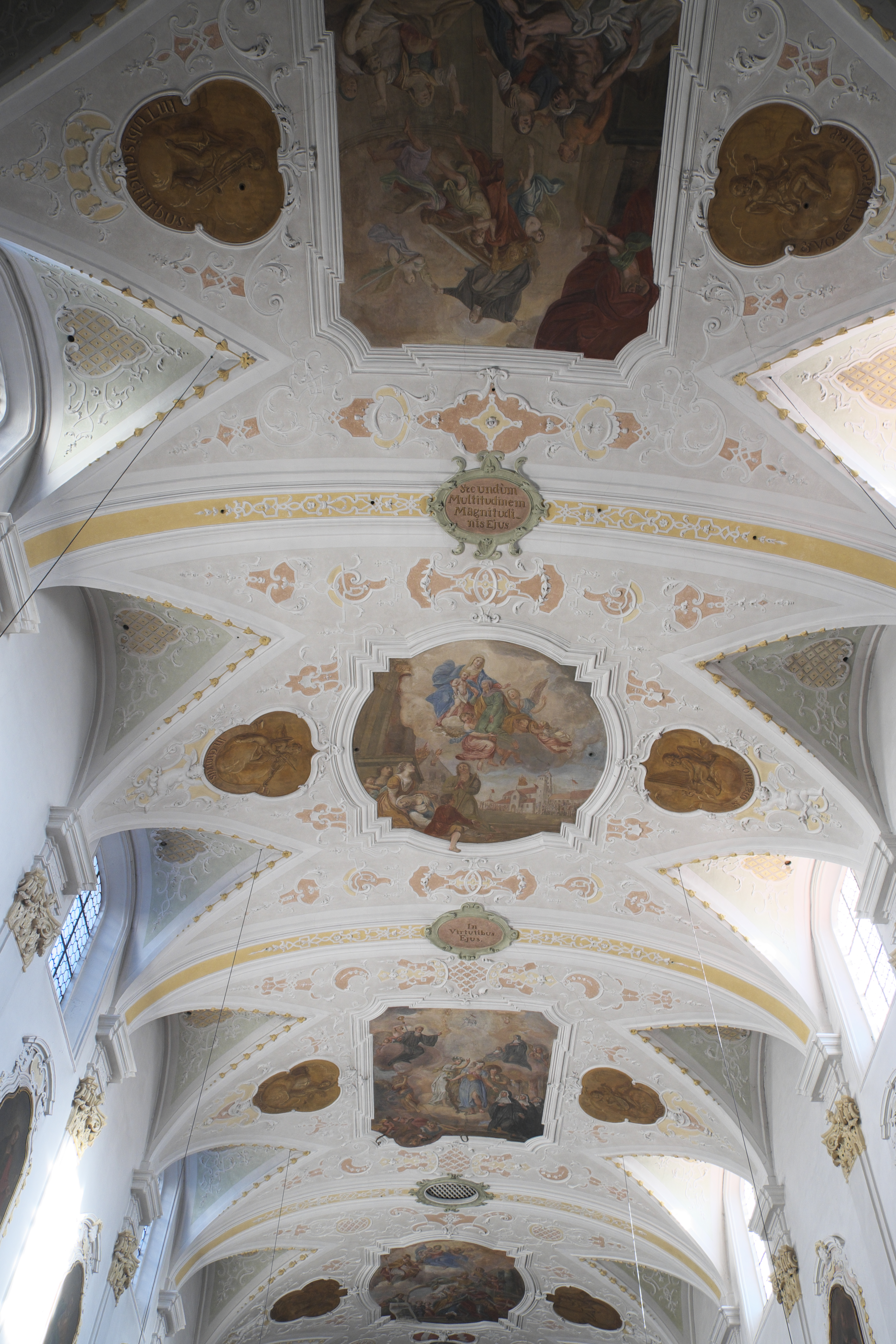
Deckenfresken im Langhaus

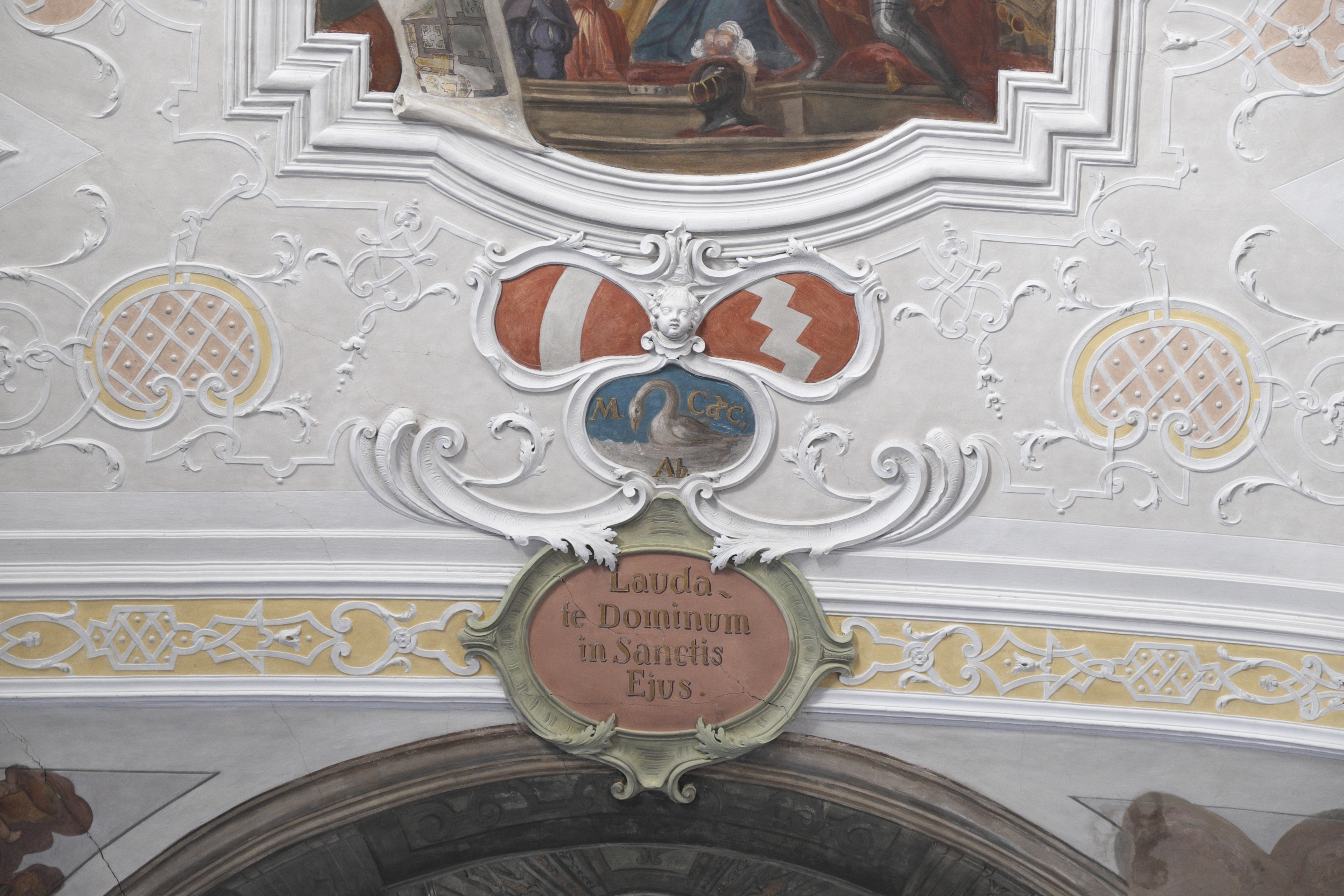
Wappen des Klosters und der Äbtissin Maria Cäcilia Weiß

Die Deckenfresken im Langhaus wurden wie der Stuckdekor aus Bandelwerk und Gittermotiven von Melchior Buchner (auch Puchner oder Büchner) ausgeführt, der auch die Ölbilder der zwölf Apostel an den Hochschiffwänden schuf.
Am Übergang zum Chor ist auf einem kleineren Fresko Maria Immaculata dargestellt. Das daran anschließende Joch wird von einer Scheinkuppel überwölbt. Das Kuppelfresko ist von den Kirchenvätern Ambrosius von Mailand (mit Buch und Bienenkorb), Hieronymus (mit einem Löwen), Augustinus (mit Mitra und Buch) und Gregor dem Großen (mit Buch und Taube) umgeben und weist ein Chronostichon auf, das die Jahreszahl 1728 ergibt, das Jahr, ab dem die Äbtissin Maria Cäcilia Weiß die Kirche barock umgestalten ließ.
Auf dem Stifterfresko werden der Klostergründer Eberhard II. und seine Gemahlin Adelheidis vom Papst mit Lorbeerkränzen gekrönt. Über der Szene schwebt die Muttergottes mit dem Jesuskind, neben den Stiftern hält ein Baumeister den Klosterplan in Händen. Unter dem Gemälde sind die Wappen des Klosters und der Äbtissin Maria Cäcilia Weiß, ein Schwan und ihre Initialen MC, zu erkennen.
Auf einem weiteren Fresko sieht man oben das Lamm Gottes, darunter die Ordensheiligen, den heiligen Benedikt von Nursia und seine Schwester Scholastika. Die drei weiblichen Figuren sind allegorische Darstellungen der Ordensgelübde Armut, Gehorsam und Keuschheit. Die Figuren am linken unteren Bildrand symbolisieren die Laster der Neugier, des Hochmuts und der Wollust, rechts unten knien die Benediktinerinnen.
Ein Fresko erinnert an die Wallfahrt zum Geisenfelder Gnadenbild, das über der Klosterkirche schwebt. In der Mitte sind Maria, die heilige Anna und das Jesuskind dargestellt, auf der unteren linken Seite steht ein Haus in Flammen, darunter sieht man Betende.
Ein anderes Fresko ist dem heiligen Dionysius gewidmet, einem Katakombenheiligen, der wie der heilige Dionysius von Paris das Martyrium der Enthauptung erlitten haben soll und dessen Gebeine die Äbtissin Anna Theresia Pröbstl im Jahr 1673 aus Rom nach Geisenfeld überführen und in einem Grab in der südlichen Seitenschiffkapelle unterbringen ließ. In der Mitte des Bildes sieht man einen Sarg mit dem Leichnam des Heiligen, der von Engeln getragen wird, darunter um Hilfe bittende Kranke.
Die kleineren Medaillons der Seitenschiffe – mit Ausnahme der Darstellung der heiligen Anna – wurden wie die Bilder der Emporenbrüstung im 19. Jahrhundert im Stil der Nazarener mit Ölfarbe übermalt.

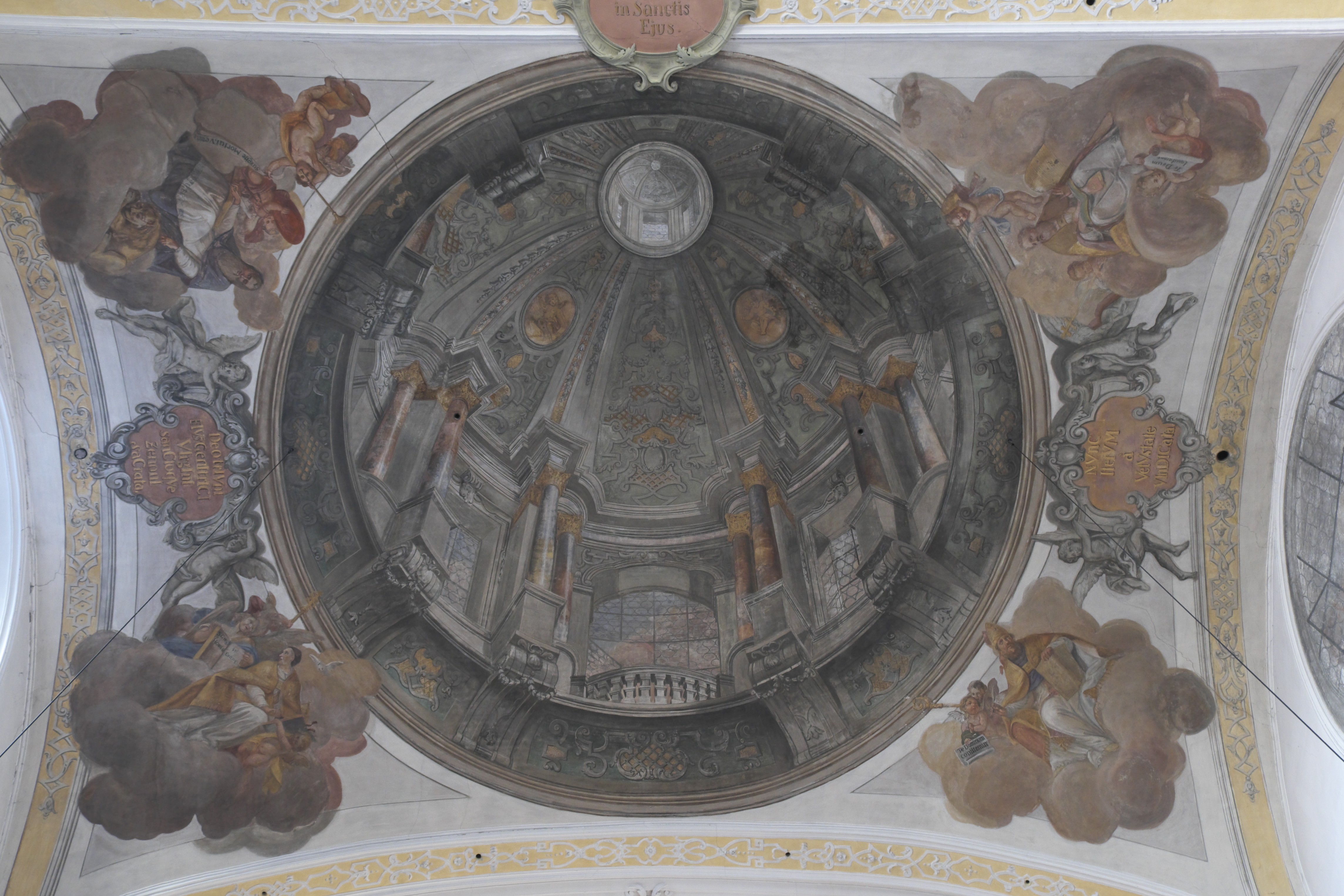
Kuppelfresko
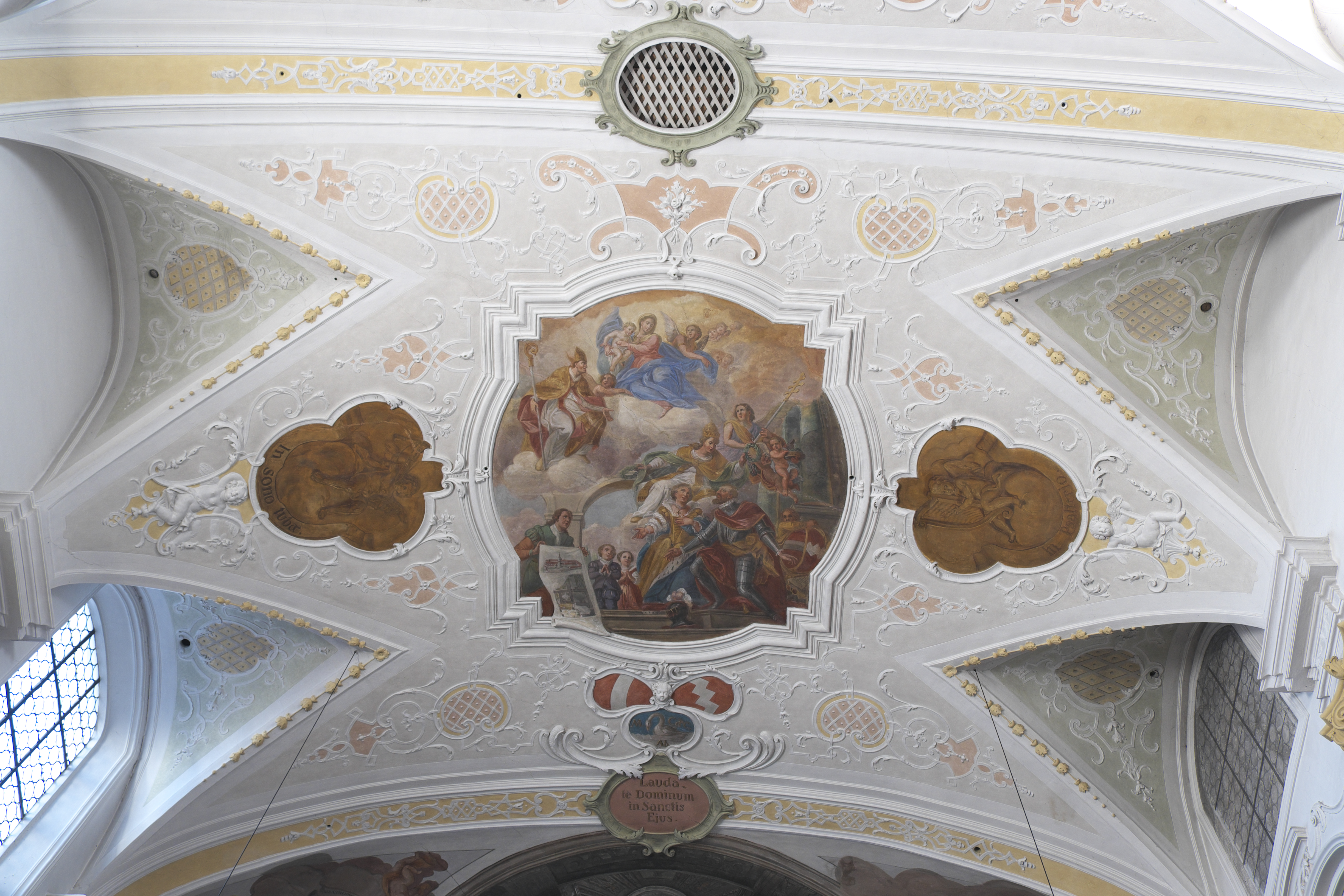
Stifterfresko
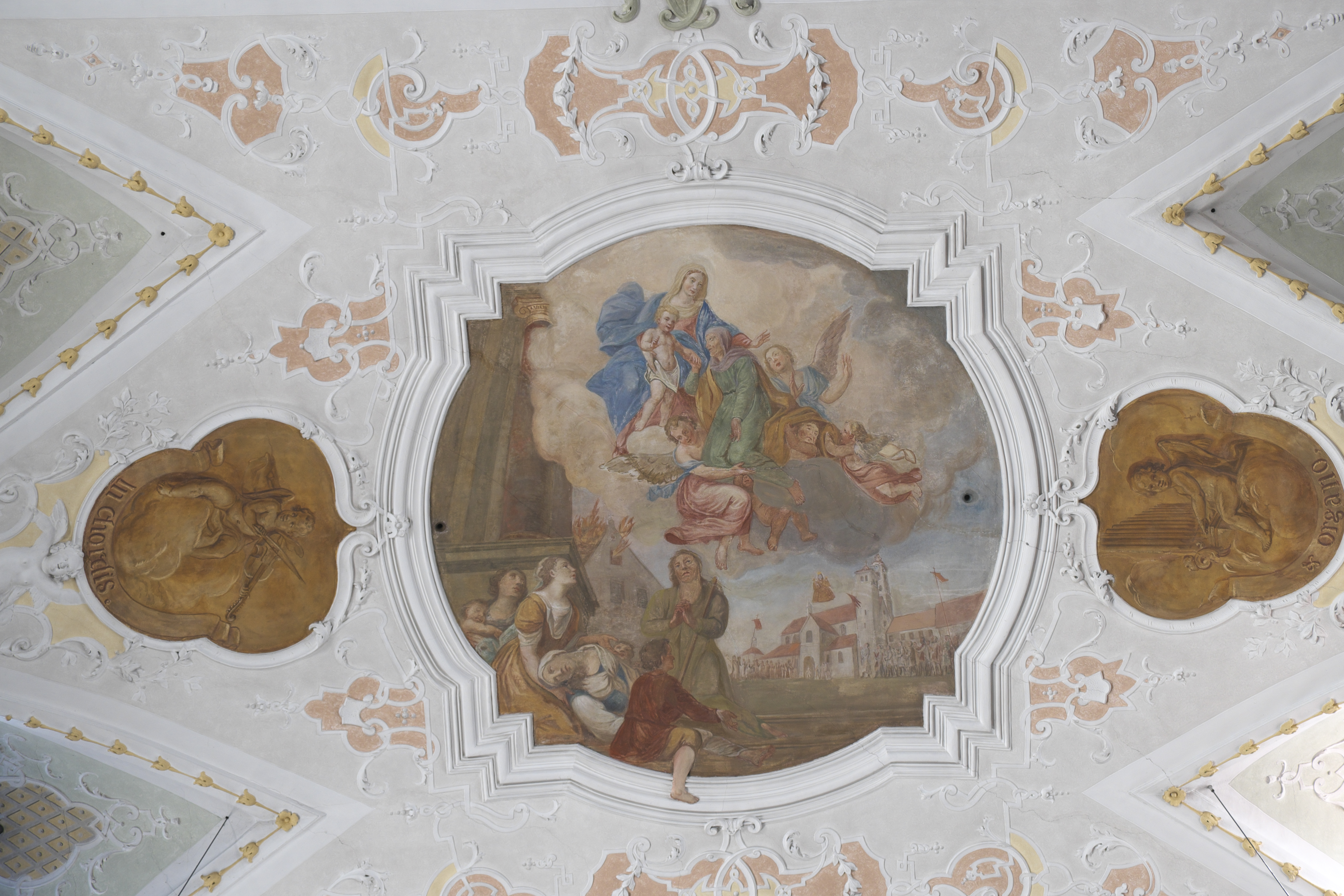
Wallfahrt zum Gnadenbild
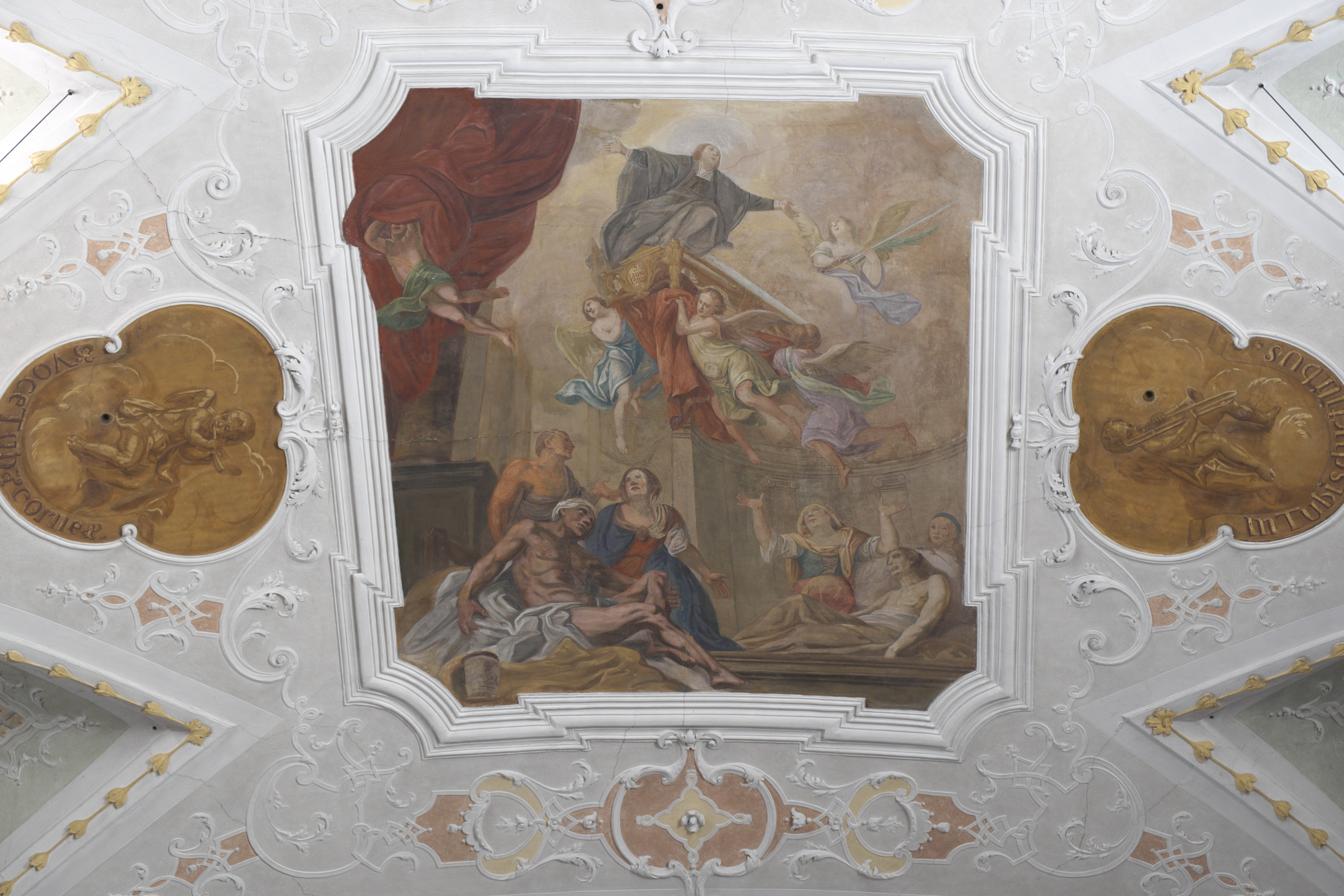
Apotheose des Katakombenheiligen Dionysius

## Ausstattung

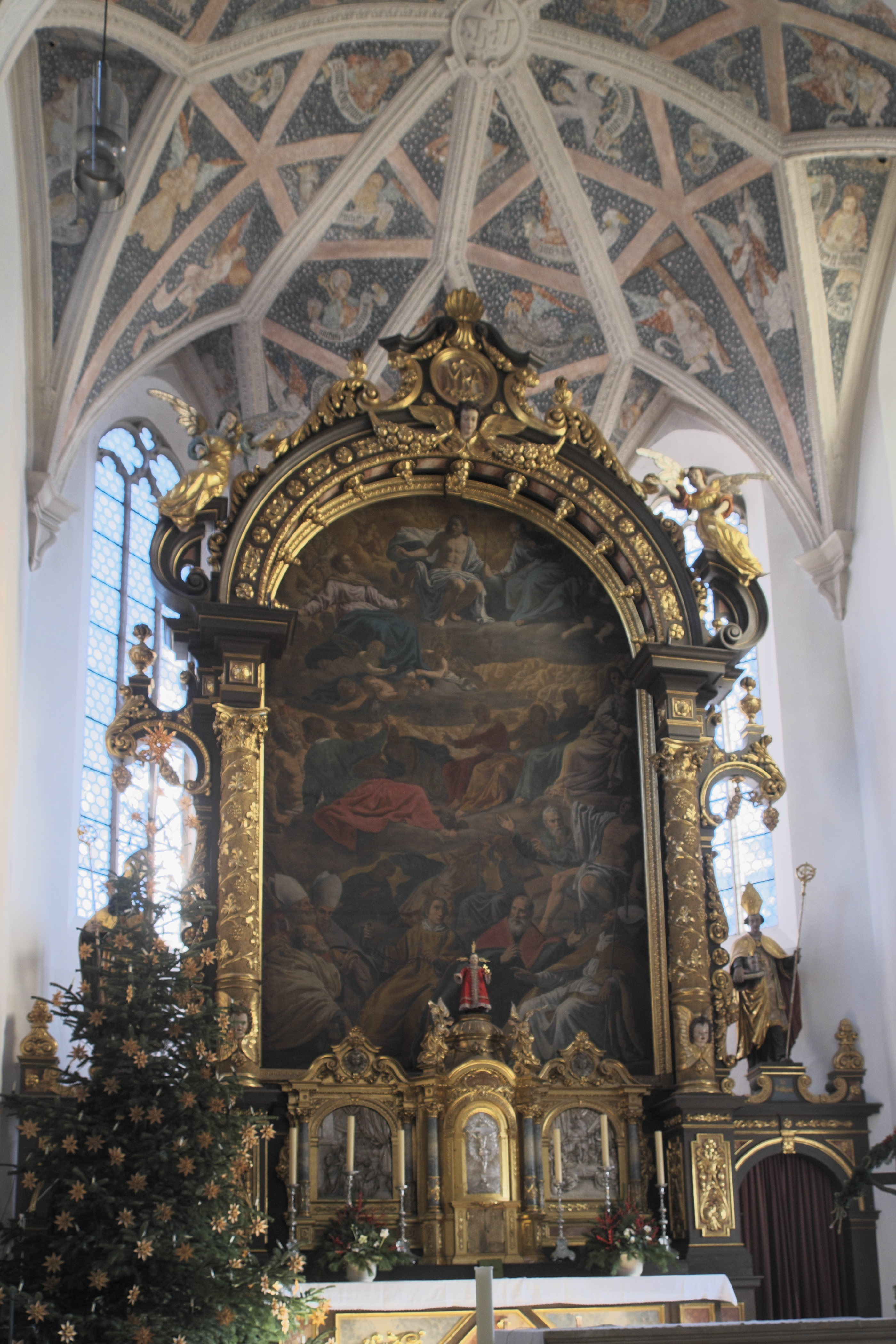
Hochaltar

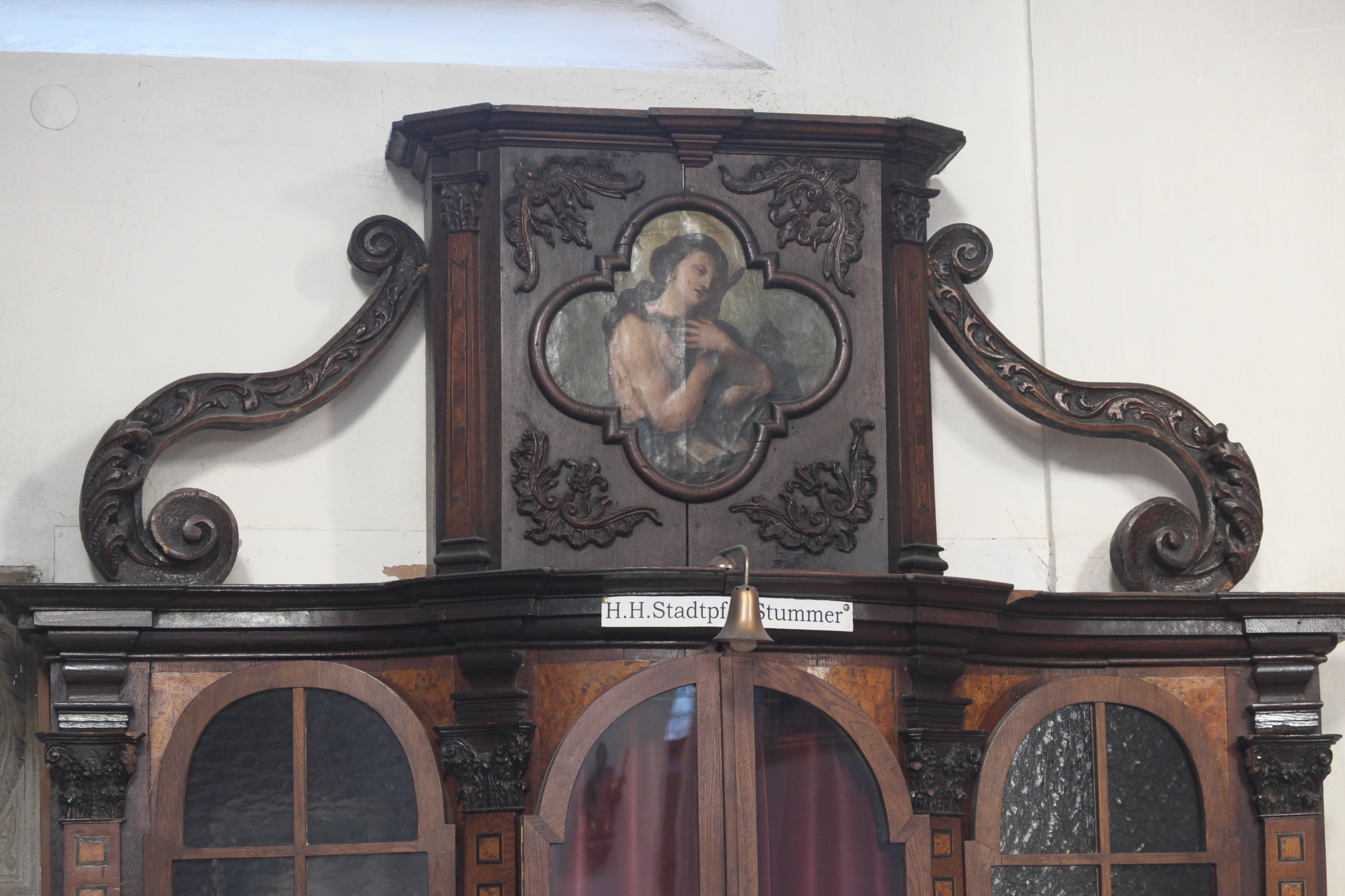
Beichtstuhl

- In den neubarocken Hochaltar von 1906/08 aus der Münchner Kunstwerkstatt Elsner (Vater und Sohn) ist das von dem Veroneser Maler Marcantonio Bassetti im Jahr 1620 in Rom gemalte Altarblatt der Himmelfahrt Mariens integriert. Das Bild, das dem Patrozinium der Klosterkirche gewidmet ist, wurde 1625 von der Äbtissin Salome Dolnhofer für die Geisenfelder Benediktinerinnen erworben. Es trägt die Signatur: „BASSETTI VERONA FACIEBAT“.
- Als Volksaltar dient eine gotische Altarmensa aus Kalkstein.
- Die mit Putten besetzte Kanzel wurde im Stil des Rokoko in der Mitte des 18. Jahrhunderts geschaffen. Auf dem Schalldeckel kniet der heilige Johannes Nepomuk, den Kanzelkorb schmückt ein vergoldetes Relief des Guten Hirten.
- Die Beichtstühle stammen wie die Kirchstuhlwangen von 1728. Sie sind mit Intarsien verziert, auf den Aufsätzen werden die Bilder des Apostels Petrus und der Maria Magdalena von Vierpassmedaillons gerahmt.
- In der Anna-Kapelle, einer Kapelle des nördlichen Seitenschiffs, die um 1602 ihren Stuckdekor erhielt, wird in einem muschelbekrönten Schrein das Gnadenbild der Anna selbdritt aufbewahrt, das früher Ziel einer Wallfahrt war. Die holzgeschnitzte und farbig gefasste Figurengruppe, die auf einem Thron sitzende heilige Anna mit Maria und dem Jesuskind auf dem Schoß, wird um 1400 datiert.
- An der Nordwand der Kapelle steht eine Schnitzfigur des heiligen Emmeram aus dem 14. Jahrhundert, die aus der alten Pfarrkirche übernommen wurde. Der Heilige ist mit seinem Attribut, einer Leiter, dargestellt, auf der er gemartert wurde. Sie gilt als die älteste Skulptur der Kirche.
- In der südlichen Seitenschiffkapelle hängt über dem Grab des Katakombenheiligen Dionysius ein Gemälde des bayerischen Hofmalers Andreas Wolff aus dem Jahr 1671 mit der Darstellung der Apotheose des Märtyrers. Es wird flankiert von den Rokokofiguren des Apostels Johannes und des Johannes des Täufers. Die Figurengruppe der Anna selbdritt über dem Grab wird um 1600 datiert.
- Unter der Orgelempore stehen die barocken Schnitzfiguren des heiligen Blasius, der als sein Attribut eine Kerze in der Hand hält, und des Regensburger Bistumspatrons, des heiligen Wolfgang mit einem Beil in der Hand.
- Die Büsten und Halbfiguren im Langhaus stammen wie die 14 Kreuzwegbilder in den Seitenschiffen ebenfalls aus der Barockzeit.

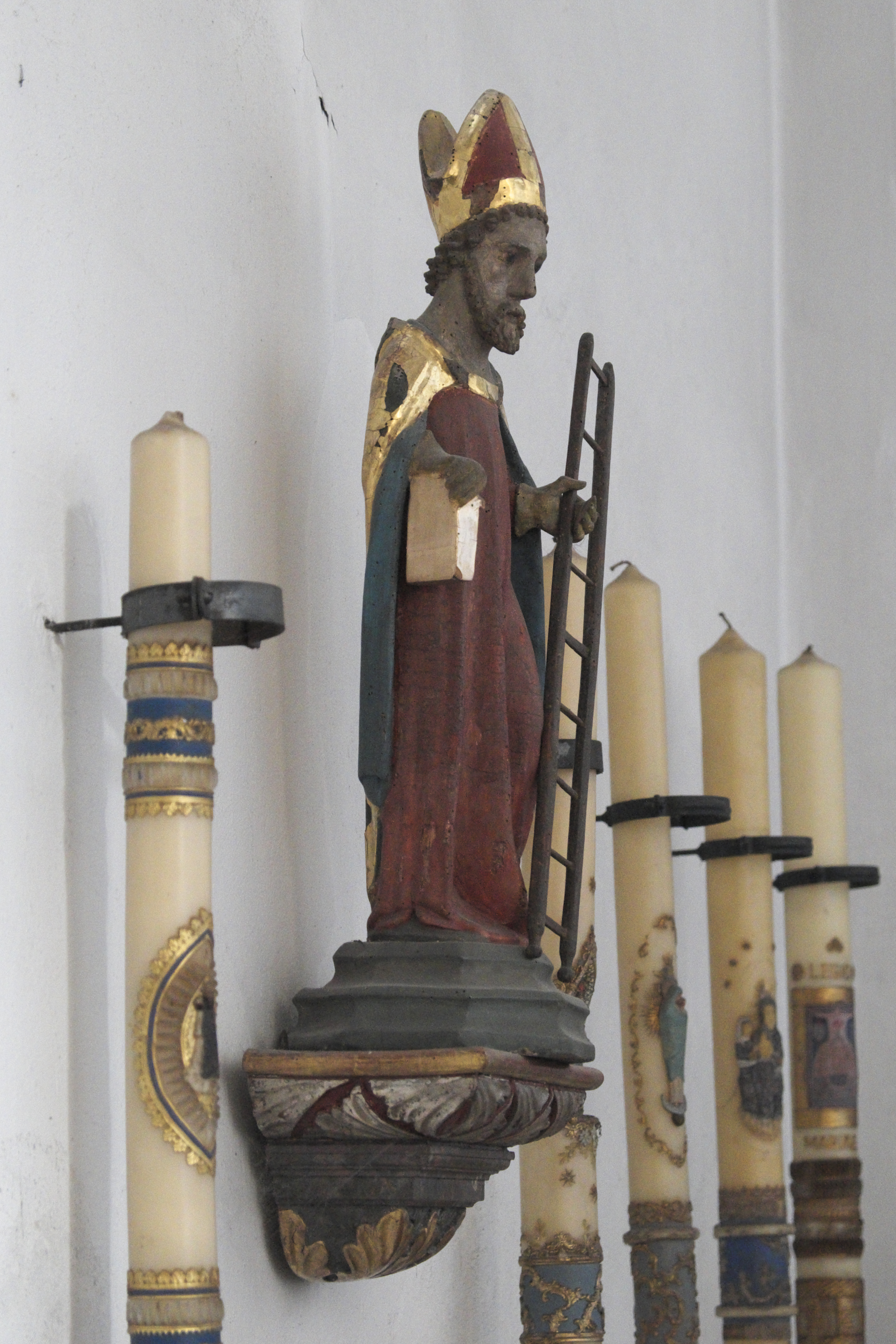
Heiliger Emmeram, 14. Jahrhundert
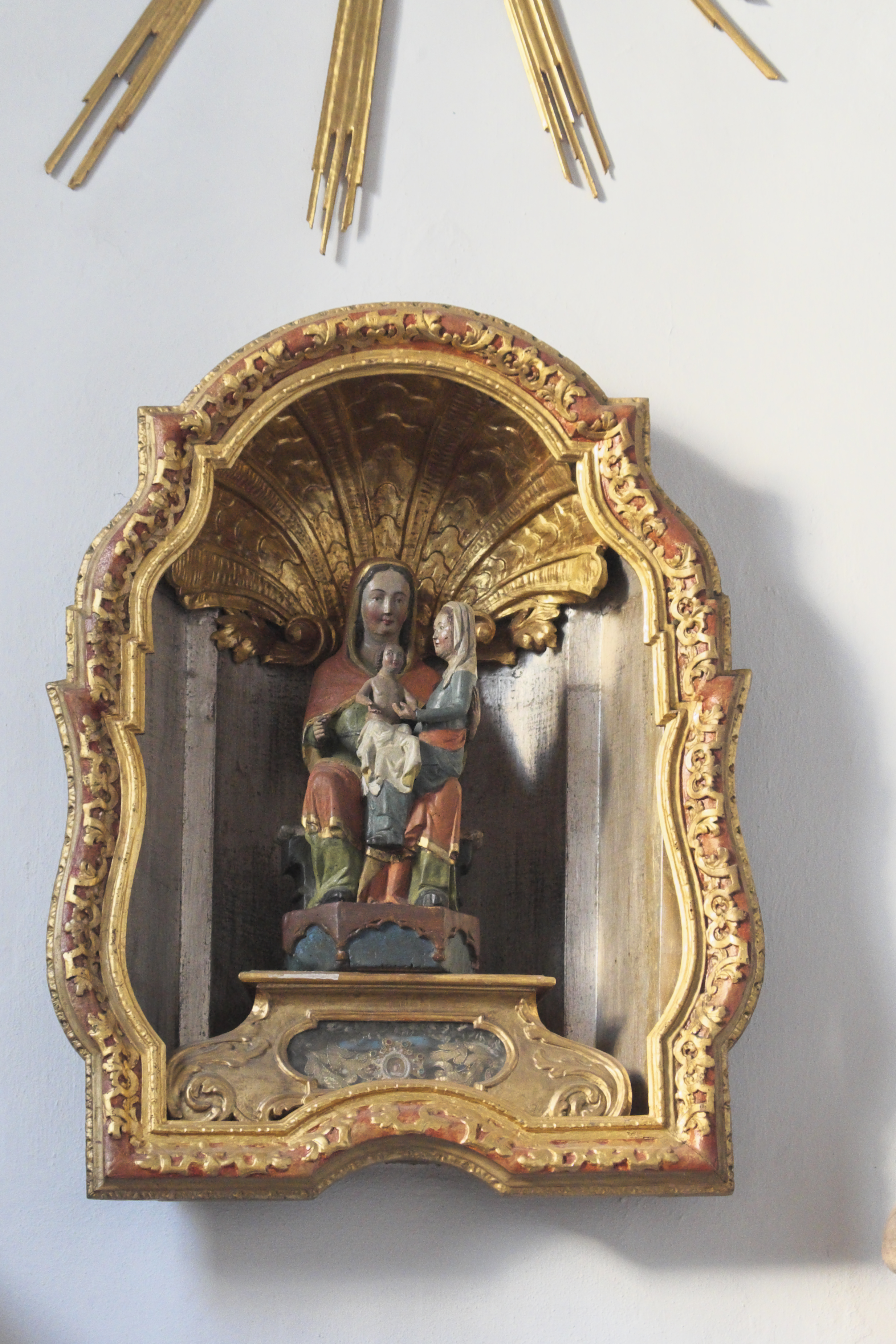
Gnadenbild Anna selbdritt, um 1400
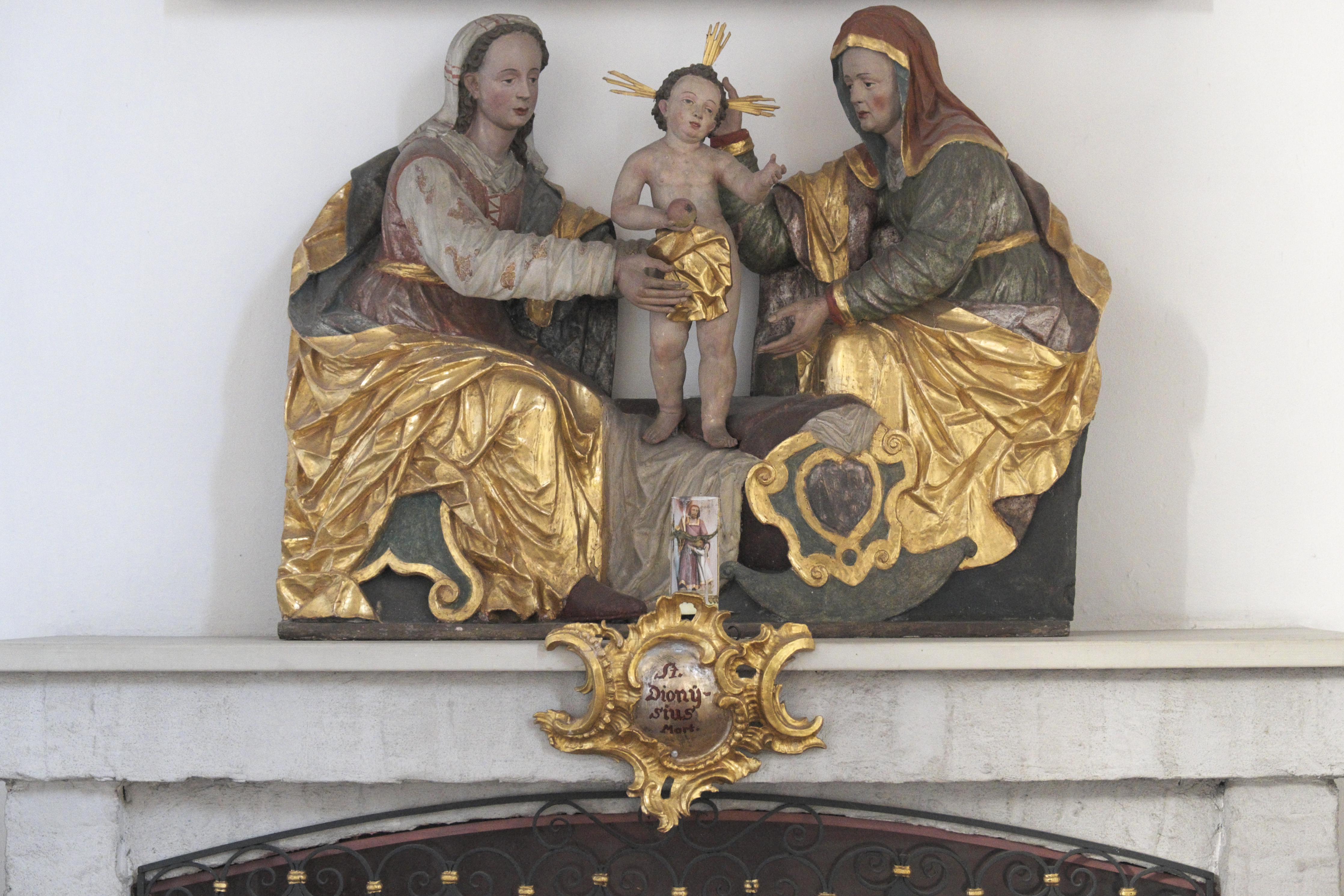
Anna selbdritt, um 1600

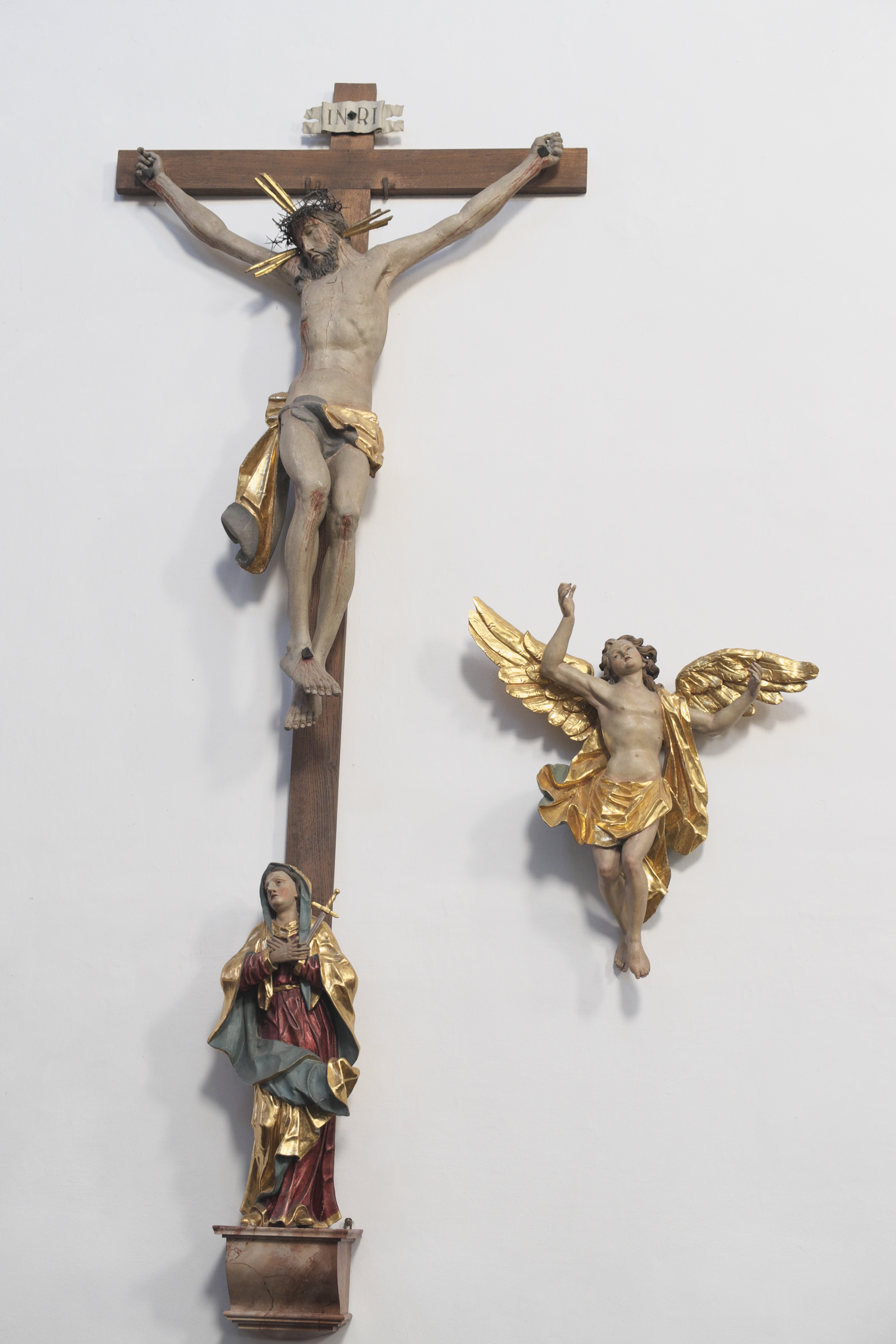
Kruzifix und Mater dolorosa
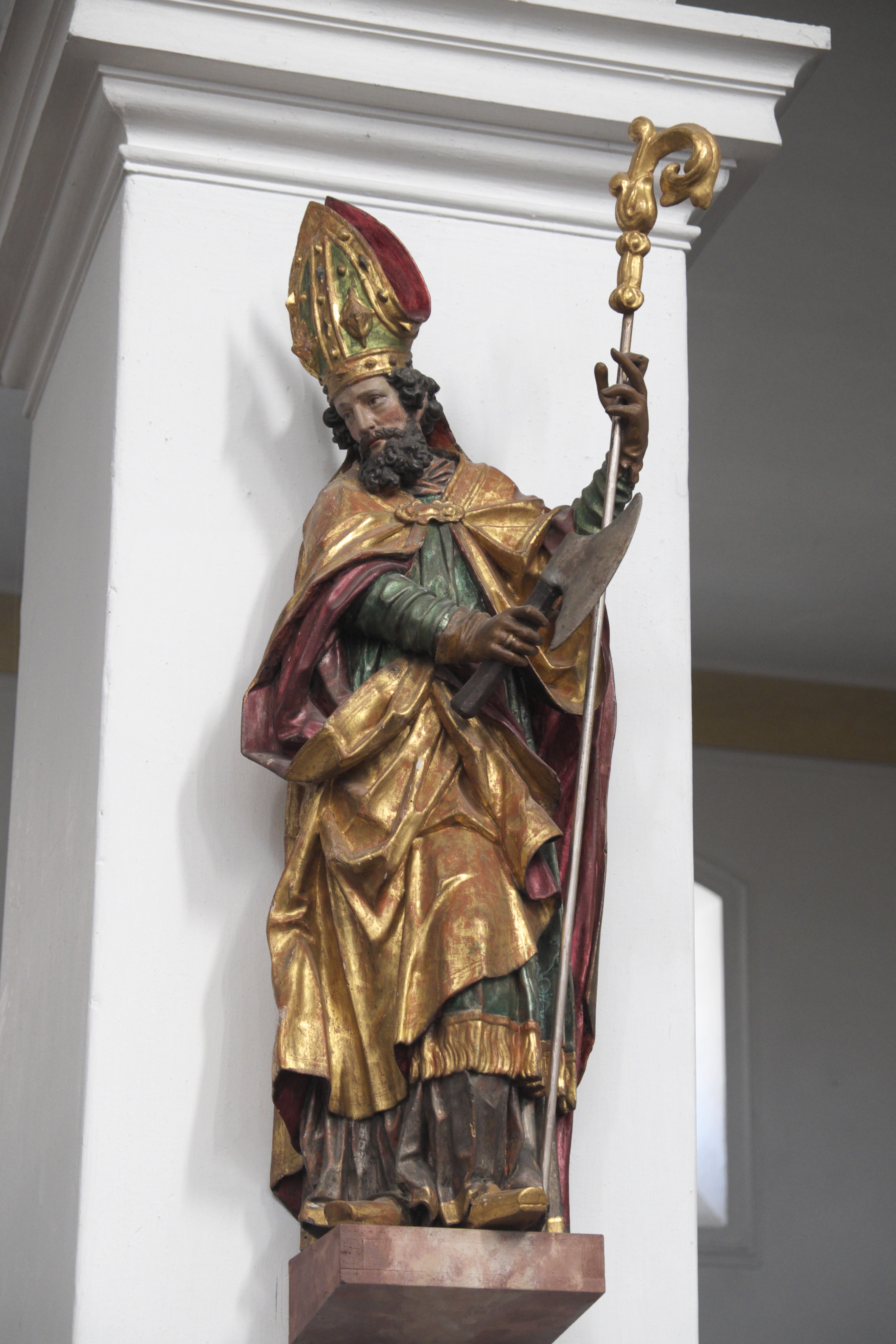
Wolfgang von Regensburg
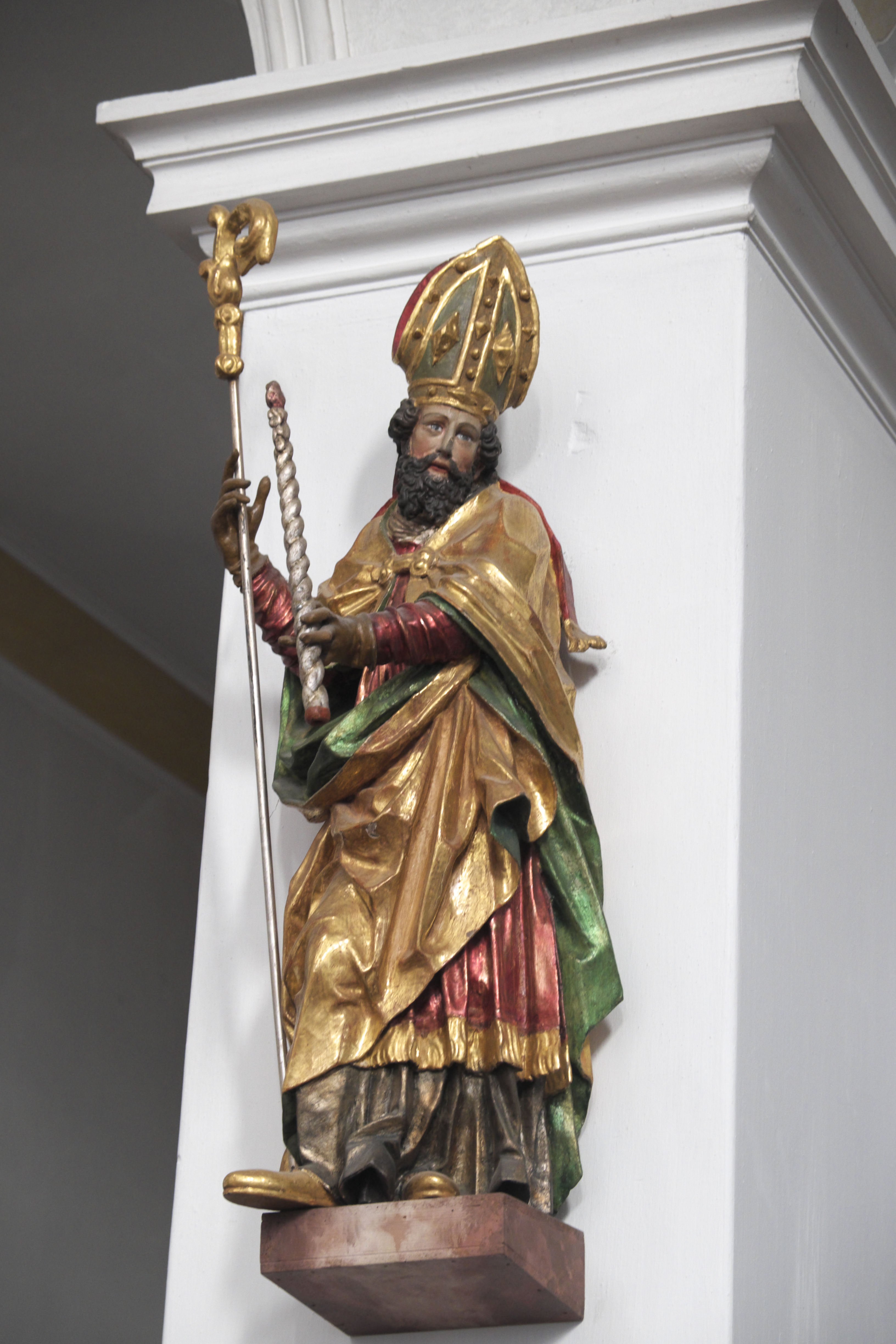
Heiliger Blasius

## Grabmäler
In den Wänden der Kirche sind zahlreiche Grabplatten eingelassen, die vor allem an Äbtissinnen des Klosters erinnern und die aus dem 14. bis 18. Jahrhundert stammen. Auf der Tumbadeckplatte der ersten Äbtissin Gerbirgis († 1061) aus dem 14. Jahrhundert ist das Relief der Verstorbenen in ganzer Gestalt eingemeißelt.

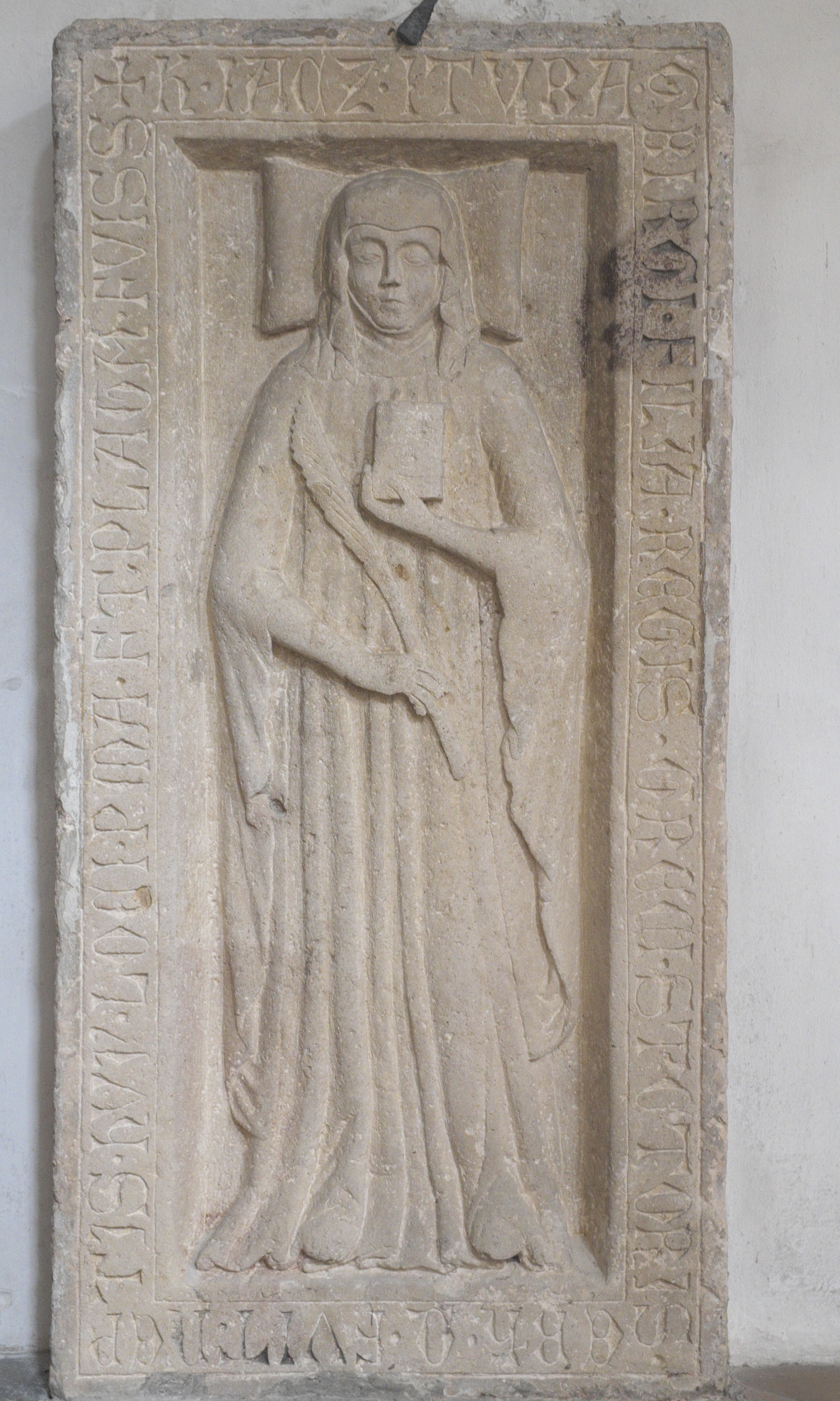
Tumbadeckplatte der Äbtissin Gerbirgis
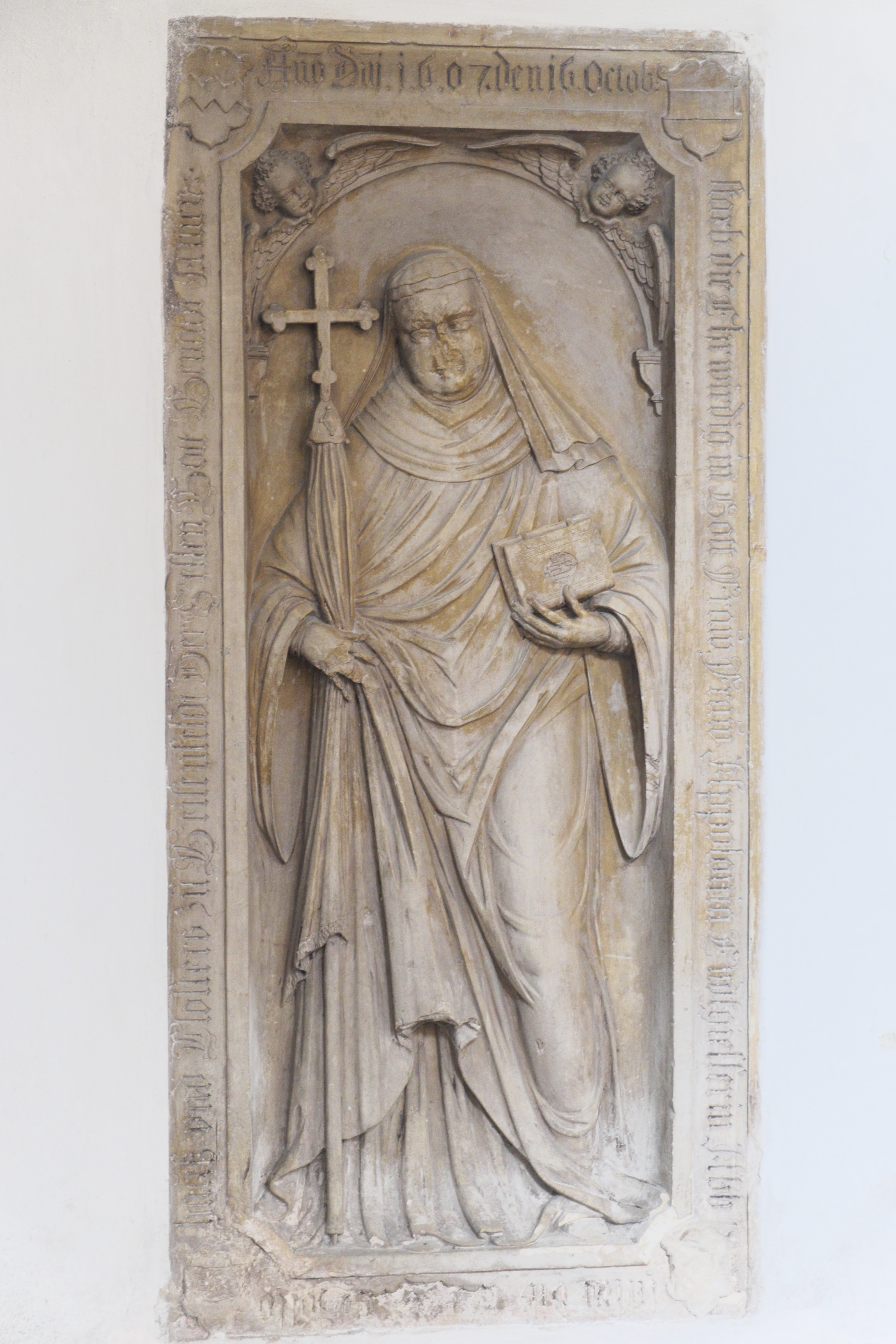
Grabplatte einer Äbtissin
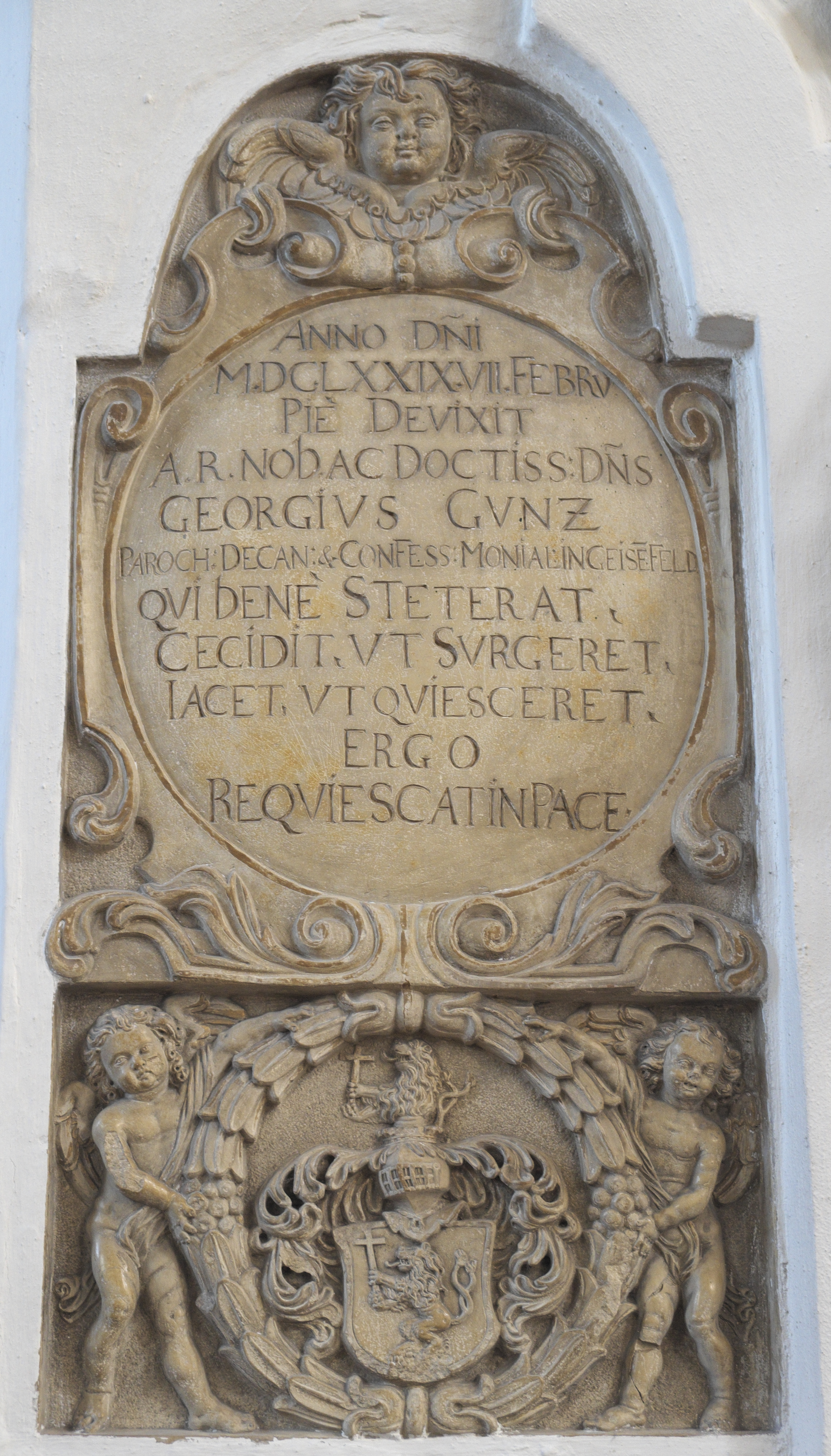
Grabplatte des Pfarrers Georg Gunz